# Leche de buche

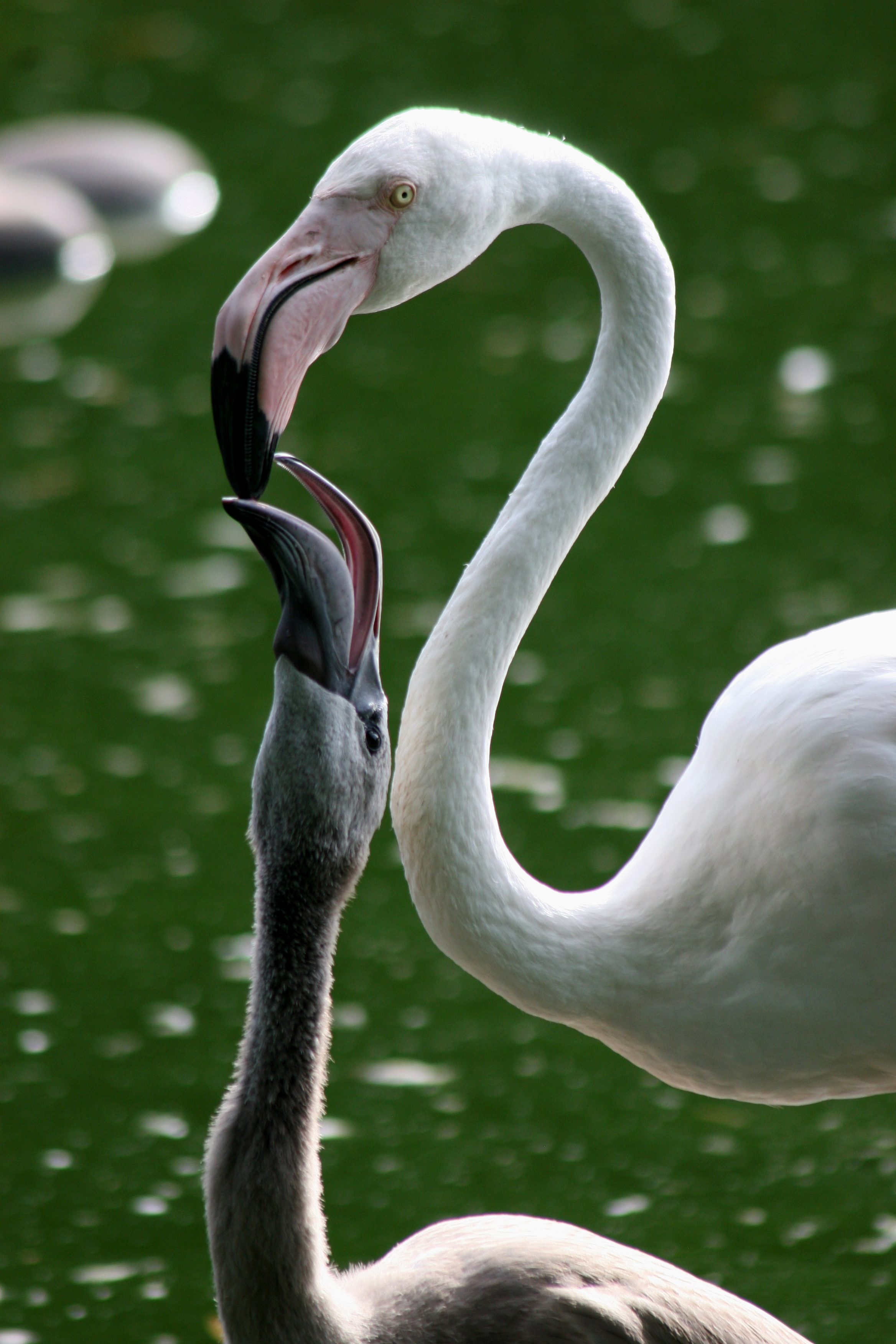
Un polluelo de flamenco común alimentándose con leche de buche en el Zoológico de Basilea.

La leche de buche es una secreción epitelial característica de tórtolas y palomas empleada para alimentar a los pichones, aunque también la producen otras aves como los flamencos.

## Producción
Su producción es diferente de la de la leche de los mamíferos. Las células epiteliares del buche forman una fina capa de una decena de células de espesor. A medida que las células se alejan de la base sufren una transformación que las convierte en leche de buche. Estimuladas por la prolactina estas células acumulan una gran cantidad de proteínas y lípidos. La prolactina provoca también la transformación de esta masa celular que adquiere una consistencia pastosa.
A diferencia de los mamíferos, ambos sexos producen leche de buche. Esto sucede tanto en columbiformes como en flamencos. En algunas especies de aves como pingüinos, solo la produce el macho.
Al igual que en los mamíferos, la "lactancia" en estas aves también es regulada por la prolactina.

## Composición
Al contrario que la verdadera leche, la leche de buche no contiene glúcidos y está compuesta en su totalidad por proteínas (60 % el peso seco) y lípidos (40 %). También contiene antioxidantes y factores promotores de inmunidad.

## Alimentación de los pichones
Los pichones se alimentan exclusivamente de esta sustancia durante los tres primeros días tras la eclosión. Más tarde se incorporan poco a poco semillas pero siguen recibiendo la leche hasta los 18 días, aproximadamente. Los padres regurgitan la leche cuando los pichones introducen sus picos en su garganta.